# Unverhofftes Wiedersehen (Oper)
Unverhofftes Wiedersehen ist eine Oper in drei Teilen von Alois Bröder nach der gleichnamigen Kalendergeschichte von Johann Peter Hebel, die Bröder selbst als Libretto einrichtete. Das Auftragswerk wurde am 24. Juni 2017 im Mainfranken Theater Würzburg uraufgeführt.

## Handlung

### Prolog: Die Erde
Als Einleitung reflektiert ein Sprecher aus dem Off Stillstand und Bewegung anhand eines anderen Texts aus Hebels Kalendergeschichten.

### Teil 1: Der Abschied
Falun in Schweden: Das junge Paar Anna und Mathias will zur Wintersonnenwende heiraten. Doch acht Tage vor der Hochzeit verunglückt der Bräutigam bei einem Unfall im Bergwerk und kommt nicht wieder nach Hause zurück.

### Teil 2: Der Totentanz
Anna trauert um Mathias, der Verlust wird Teil ihres Lebens und 50 Jahre gehen ins Land.

### Teil 3: Das Wiedersehen
Zur Sommersonnenwende wird im Bergwerk ein Leichnam entdeckt. Einzig und allein Anna, die zur Greisin geworden ist, erkennt ihn wieder: Es ist Mathias, und sein Anblick ist unverändert, denn das Salz des Berges hat seine Jugend erhalten. An seinem Grab verabschiedet sich Anna mit den Worten: „Ich habe nur noch wenig zu tun und komme bald, und bald wird’s wieder Tag.“

### Epilog: Der Komet
Spiegelbildlich zum Prolog betrachtet der Sprecher aus dem Off einen Kometen als Unglücksboten. Auch hier wird ein Text Hebels verarbeitet.

## Gestaltung

### Instrumentation
Die Orchesterbesetzung der Oper enthält die folgenden Instrumente:
- Holzbläser: Flöte, Oboe, Klarinette, Fagott
- Blechbläser: Horn, Trompete, Posaune
- Schlagwerk (zwei Spieler)
- Klavier oder Celesta
- Harfe
- Streicher (zwei Violinen, Viola, Violoncello, Kontrabass)

### Musik
Der Komponist äußerte sich in einem Interview folgendermaßen über seine Komposition:

„Die Musik folgt keinerlei abstrakten Ordnungen oder Konzepten, sondern versucht, den bei aller Poesie doch gelassen-distanzierten, quasi berichtenden Text erlebbar zu machen, wofür sie sich viel Zeit nimmt. Dem motivisch dicht Gewebten des Textes entspricht ein Netz musikalischer Motive oder auch Embleme. Der Chor hat über die Darstellung der Bergleute und Dorfbewohner hinaus die Funktionen eines zeitweisen Klangschattens der Solisten wie auch die einer „chorischen Instanz“. Melodik und Harmonik sind gehört und nicht errechnet und suchen die Nähe des Zuhörers, fürchten aber ein Anbiedern. Gesucht habe ich eine Musik, die sich selbst vermittelt und keiner Erklärungen bedarf; sie bezieht vertraute Gesten zum Aufbruch ins Unbekannte mit ein. Am auffälligsten ist der Kontrast des vielgestaltigen, bewegten und oft vehementen 2. Teils des mahlenden Zeitvergehens zu dem zerbrechlichen, schließlich gar hymnischen Ton von Teil 1 und 3.“

## Werkgeschichte
Die Oper entstand in den Jahren 2014 und 2015. Es handelte sich um einen Kompositionsauftrag des Mainfranken Theaters Würzburg. Den Vorbemerkungen des Komponisten zufolge stellt die Hebel-Oper auch den Versuch dar, die Kalendergeschichte in der – selbst dann zum Thema werdenden – Zeit zu dehnen; zudem "würde nicht wie so oft ein überbordender Stoff in ein enges, verkleinerndes Korsett gepresst, sondern ein überschaubarer, aber außerordentlich tiefenscharfer in ihm angemessene Zeitverhältnisse transponiert. Der formalen Besonderheit der zwei Versionen meiner ersten Oper The Wives of the Dead entspräche nun der von Hebel unvergleichlich gestaltete Zeitsprung von fünfzig Jahren als eigenständiger musikalischer wie auch visueller Abschnitt, dem ein Wunderbares entspringt. Auch die sparsame, nicht verwickelte Handlung und ebenso die ineinander verwirkten Themen „Trennung – Schmerz – Aufarbeitung – Einheit“ und „Endzeitlichkeit – Auferstehung – Aufhebung der Zeit“ bedeuteten ein Pendant zum Hawthorne-Stück."
Bei der Uraufführung am 24. Juni 2017 im Großen Haus (Hinterbühne) des Mainfranken Theaters Würzburg sangen Silke Evers (Anna), Roberto Ortiz (Mathias), Daniel Fiolka (Der Tod) und Taiyu Uchiyama (Pfarrer); Georg Zeies übernahm die Sprechrolle. Der Chor des Mainfranken Theaters Würzburg und das Philharmonische Orchester Würzburg wurden geleitet von Enrico Calesso. Die Inszenierung stammte von Markus Weckesser, die Dramaturgie von Beate Kröhnert, das Bühnenbild von Catharina Bornemann und die Kostüme von Götz Lanzelot Fischer.
Die Österreichische Erstaufführung fand am 25. Februar 2018 in der BlackBox des Landestheaters Linz statt. Es sangen Julia Grüter (Anna), Xiaoke Hu (Mathias Stimme), Rastislav Lalinsky (Der Tod) und Justus Seeger (Pfarrer/Sprecher); Paweł Żołądek stellte Mathias tänzerisch dar. Der Chor des Landestheaters Linz und das Bruckner Orchester Linz wurden geleitet von Takeshi Moriuchi. Die Inszenierung stammte von Gregor Horres, die Dramaturgie von Magdalena Hoisbauer, Bühnenbild und Kostüme von Elisabeth Pedross und die Videos von Petra Zöpnek.